# 英國鐵路314型電力動車組
英鐵314型電力動車組（英語：British Rail Class 314）是一款在1979年由英國鐵路工程公司（BREL）在約克製造的列車。它是由英國國鐵自1972年起購置的第三批同款式設計列車。
這批列車全數配屬蘇格蘭鐵路，主要行走大格拉斯哥地區的通勤鐵路。它們現時是蘇格蘭鐵路旗下車齡最高的列車，蘇格蘭的交通部門曾於2005年考慮以新列車取代它們。目前该型动车组除其中一列改装为英国铁路614型氢燃料电池动车组（英语：British Rail Class 614），其余已全数退役。

## 编组
该型动车组为3节编组，编组详情见下表：
| 车厢类别     | DMSO车厢                                                                  | PTSO车厢                                                                        | DMSO车厢                                                                  |
| 车厢类别含义 | “D”代表带驾驶室 “M”代表有动力车厢 “S”代表二等座车 “O”代表采用开放车厢布局 | “P”代表受电弓所在车厢 “T”代表无动力车厢 “S”代表二等座车 “O”代表采用开放车厢布局 | “D”代表带驾驶室 “M”代表有动力车厢 “S”代表二等座车 “O”代表采用开放车厢布局 |

### 车厢类别英文字母释义
- D：英文“Driver's cab”的首字母，中文为“驾驶室”
- M：英文“Motor car”的首字母，中文为“有动力车厢”
- S：英文“Standard class”的首字母，中文为“二等座车”
- O：英文“Open saloon”的首字母，中文为“开放车厢”
- P：英文“Pantograph”的首字母，中文为“受电弓”
- T：英文“Trailer car”的首字母，中文为“无动力车厢”

## 事故
- 1991年7月21日，编号为314203的英国铁路314型电力动车组在南拉纳克郡牛顿火车相撞事故（英语：Newton (South Lanarkshire) rail accident）中受损。其中一节头车撞毁，后被一节来自编号为507022号的英国铁路507型电力动车组（英语：British Rail Class 507）的BDMSO车厢[註 3]取代。经修复的列车于1996年5月重新投入运营。[4][5]

- 1994年12月12日，编号为314208和314212的两列英国铁路314型电力动车组在格拉斯哥中央车站下层站台因洪水而严重受损。当时的强降雨导致开尔文河水位急剧上涨并漫过当时已停用的开尔文桥站附近的堤坝并经废弃隧道灌入格拉斯哥中央车站下层站台，之后再经亚皆老线（英语：Argyle Line）隧道灌入邻近的会展中心站（英语：Exhibition Centre railway station）。[6][7][8][9] 两列泡水英国铁路314型电力动车组不久后即再次投入运营，但亚皆老线（英语：Argyle Line）连通格拉斯哥中央车站的隧道则经10个月的封闭修复才重新开放。[10]

## 命名列车
这型动车组中的314203列车被命名为“欧盟号”（英文原名：European Union）。